# シロハラホオジロ
シロハラホオジロ (白腹頬白、学名：Emberiza tristrami) は、スズメ目ホオジロ科の鳥類の一種である。

## 分布
アムール、ウスリー地方から中国北東部で繁殖し、冬季は中国南東部への渡りをおこない越冬する。
日本では数少ない旅鳥として渡来する。日本海側の島嶼部では、主に春の渡りの時期に少数ではあるが毎年記録されている。その他の地域での記録は少ない。

## 形態
体長約15cm。雄の夏羽は頭部に白黒の縦筋があり喉も黒い。体の上面は灰褐色で黒褐色の縦斑がある。腰は赤褐色で、体の下面は白い。雌は頭側線が褐色で頬は灰褐色、喉は灰褐色である。雄の冬羽は雌に似ているが、喉が黒褐色であることで区別できる。

## 生態
明るい林や草地に生息する。
地上を跳ね歩きながら、草木の種子や昆虫類を採食する。地上や地上付近の低い位置で行動していることが多い
地鳴きは「チッ　チッ」だが、渡りの時期はあまり鳴かない。